# Forcipomyia delenificus
Forcipomyia delenificus är en tvåvingeart som beskrevs av Liu Jinhua, Tang Boheng och Hao Boashan 2002. Forcipomyia delenificus ingår i släktet Forcipomyia och familjen svidknott. Inga underarter finns listade i Catalogue of Life.